# Maria Fernanda Cuartas

Maria Fernanda Cuartas   (Bogotà, 8 de setembre de 1967) és una pintora colombiana. Va néixer a Bogotà però al cap d'uns dies la familia es va traslladar a Cali. La seva obra està centrada en els problemes de la societat, la igualtat de gènere i la dignitat de les dones. La Cambra de Representants de Colòmbia la va condecorar amb l'Ordre de la Democràcia Simón Bolívar. El seu estil és neo-figuratiu.